# Jan Andrzej Sadowski-Jagmin
Jan Andrzej Sadowski-Jagmin, poljski general, * 1895, † 1977.